# إميل كونستانتينسكو
إميل كونستانتينسكو (بالرومانية: Emil Constantinescu)‏ (مولود في 19 نوفمبر 1939) في مولدوفا ,سياسي روماني, رئيس جمهورية رومانيا (1996-2000) خلفه وسبقه إيون إيليسكو.

## روابط خارجية
- إميل كونستانتينسكو على موقع الموسوعة البريطانية (الإنجليزية)
- إميل كونستانتينسكو على موقع مونزينجر (الألمانية)
- إميل كونستانتينسكو على موقع إن إن دي بي (الإنجليزية)